# Hobersdorf
Hobersdorf (historisch auch Höbersdorf) ist eine Ortschaft und eine Katastralgemeinde der Marktgemeinde Wilfersdorf in Niederösterreich. Hobersdorf war ab 1848 eine eigenständige Gemeinde und wurde 1967 nach Wilfersdorf eingemeindet. Die Ortschaft hat 293 Einwohner (1. Jänner 2024).

## Lage
Hobersdorf liegt an der Zaya südöstlich des Hauptortes Wilfersdorf. Über weite Strecken bildet die Zaya die Grenze zwischen den ansonst zusammengewachsenen Ortschaften. Parallel zur Zaya verläuft die Lokalbahn Korneuburg–Hohenau, der Bahnhof Wilfersdorf-Hobersdorf samt Lagerhaus liegt jenseits der Zaya aber zur Gänze in der Katastralgemeinde Hobersdorf.

## Etymologie
Der Name Hobersdorf kommt von dem Personen (Familien)namen Habolstorf oder Hapalt.

## Geschichte
Im Jahre 1315 wurde Hobersdorf erstmals urkundlich erwähnt. In diesem Jahr war der landesfürstliche Markt bzw. das Marktgericht an die Sonnberger (Asparn) verliehen. Nach mehreren Besitzerwechseln fiel Hobersdorf 1481 an die Herrschaft Asparn, wo es bis zur Gemeindegründung 1848 verblieb.
In den Jahren 1950/52 wurden in einer Schottergrube vier Gräber entdeckt, bei drei bestatteten Individuen konnte eine Schädeldeformation festgestellt werden. Ein Skelett wurde mit der ersten Hälfte 5. Jahrhundert datiert.
Im Jahr 1822 wurde der Ort als Dorf mit 74 Häusern genannt, das nach Wilfersdorf eingepfarrt war, wohin auch die Kinder eingeschult wurden. Die Herrschaft Asparn an der Zaya besaß die Ortsobrigkeit, übte die Landgerichtsbarkeit aus und besorgte die Konskription. Die Untertanen und Grundholde des Ortes gehörten den Herrschaften Asparn an der Zaya, Mailberg und Wilfersdorf sowie dem Barnabitenkollegium Mistelbach.
Am 1. Jänner 1967 wurde Hobersdorf nach Wilfersdorf eingemeindet.